# Bariquèlids
Els bariquèlids (Barychelidae) són una família d'aranyes migalomorfes. Fou descrita per Eugène Simon el 1889.
Moltes espècies d'aquesta família construeixen caus amb una tapa. Tenen un apèndix per excavar davant del seu quelícers. Com el terafòsids, poden pujar pel vidre gràcies a l'estructura de les seves potes.
Viuen a les regions tropicals i equatorials, principalment a Sud-amèrica, Àfrica, Madagascar, l'Índia, Nova Guinea i illes del Pacífic.

## Sistemàtica
El mes de novembre de 2015, el World Spider Catalog reconeixia les següents espècies:
- Ammonius Thorell, 1899
- Atrophothele Pocock, 1903
- Aurecocrypta Raven, 1994
- Barycheloides Raven, 1994
- Barychelus Simon, 1889
- Cosmopelma Simon, 1889
- Cyphonisia Simon, 1889
- Cyrtogrammomma Pocock, 1895
- Diplothele O. Pickard-Cambridge, 1890
- Encyocrypta Simon, 1889
- Eubrachycercus Pocock, 1897
- Fijocrypta Raven, 1994
- Idioctis L. Koch, 1874
- Idiommata Ausserer, 1871
- Idiophthalma O. Pickard-Cambridge, 1877
- Mandjelia Raven, 1994
- Monodontium Kulczy?ski, 1908
- Moruga Raven, 1994
- Natgeogia Raven, 1994
- Neodiplothele Mello-Leitão, 1917
- Nihoa Raven & Churchill, 1992
- Orstom Raven, 1994
- Ozicrypta Raven, 1994
- Paracenobiopelma Feio, 1952
- Pisenor Simon, 1889
- Plagiobothrus Karsch, 1892
- Psalistops Simon, 1889
- Questocrypta Raven, 1994
- Rhianodes Raven, 1985
- Sason Simon, 1887
- Sasonichus Pocock, 1900
- Seqocrypta Raven, 1994
- Sipalolasma Simon, 1892
- Strophaeus Ausserer, 1875
- Synothele Simon, 1908
- Thalerommata Ausserer, 1875
- Tigidia Simon, 1892
- Trittame L. Koch, 1874
- Troglothele Fage, 1929
- Tungari Raven, 1994
- Zophorame Raven, 1990
- Zophoryctes Simon, 1902

### L'antiga classificació per superfamílies
Els bariquèlids eren l'única representant de l'antiga superfamília dels bariqueloïdeus (Barycheloidea). Les aranyes, tradicionalment, foren classificades en famílies que van ser agrupades en superfamílies. Quan es van aplicar anàlisis més rigorosos, com la cladística, es va fer evident que la major part de les principals agrupacions utilitzades durant el segle XX no eren compatibles amb les noves dades. Actualment, els llistats d'aranyes, com ara el World Spider Catalog, ja ignoren la classificació per sobre del nivell familiar.